# بالاکال
بالاکال (به لاتین: Balakhal) یک منطقهٔ مسکونی در بنگلادش است که در ناحیه چاندپور واقع شده‌است.